# Fireships
Fireships è un album in studio del cantante britannico Peter Hammill, pubblicato nel 1992.

## Tracce
1. I Will Find You
2. Curtains
3. His Best Girl
4. Oasis
5. Incomplete Surrender
6. Fireships
7. Given Time
8. Reprise
9. Gaia

## Formazione
- Peter Hammill - voce, chitarra, tastiere
- David Lord - tastiere
- Stuart Gordon - violino
- John Ellis - chitarra
- David Jackson - sassofono, flauto
- Nic Potter - basso